# Leucanimorpha
Leucanimorpha là một chi bướm đêm thuộc họ Erebidae.